# ある愛の詩 (小説)
『ある愛の詩』（あるあいのうた）は、新堂冬樹の小説。
2004年1月に角川書店より出版され、同年2月11日には、新堂冬樹監修でイメージCDが発売された。2006年2月には、角川文庫から文庫版が出版され、TBSでテレビドラマ化された。

## あらすじ
イルカのテティスとともに育った青年・拓海と、東京からやって来た美しき歌姫・流香。2人は運命的に出逢い、互いに惹かれ合っていく。

## テレビドラマ
2006年3月27日にTBSでDoCoMoドラマスペシャルとして放送された。

### キャスト
- 柏木流香 - 黒木メイサ
- 七瀬拓海 - 松田翔太
- 間宮俊哉 - 内田朝陽
- 江口あきら - 佐野泰臣
- 白石亜美 - 佐藤めぐみ
- 柏木泰三 - 神田正輝
- 恵 - 中越典子
- 田島美津子 - 浅野ゆう子
- 七瀬留吉 - 宇津井健

### スタッフ
- 製作 - ファインエンターテイメント
- プロデューサー - 森川真行
- 脚本 - いとう斗士八
- 演出 - 伊藤寿浩